# کلسی مریت
کلسی مریت (انگلیسی: Kelsey Merritt؛ زادهٔ ۱ اکتبر ۱۹۹۶) مدل فیلیپینی  و حاضر در ویکتوریا سیکرت فشن شو ۲۰۱۸ و نسخه لباس شنای اسپورتس ایلاستریتد است.